# Колядин, Виктор Иванович
Виктор Иванович Колядин (2 июня 1922 — 6 ноября 2008) — советский лётчик-ас истребительной авиации, участник Великой Отечественной войны в должности командира эскадрильи 68-го гвардейского Клайпедского ордена Кутузова истребительного авиационного полка (5-я гвардейская Валдайская Краснознамённая ордена Кутузова истребительная авиационная дивизия, 3-я воздушная армия, 3-й Белорусский фронт), гвардии старший лейтенант; участник Корейской войны в должности командира 28-го гвардейского истребительного авиаполка, гвардии полковник. Герой Советского Союза (1945). Генерал-майор авиации (1963). 

## Детство и молодость
Родился в семье рабочего-шахтёра. В начале 1930-х годов семья переехала в город Кадиевка (теперь г. Стаханов Луганской области). Там окончил 8 классов школы № 4, в 1937 году поступил в Кадиевский аэроклуб, в 1938 году окончил его. 
С декабря 1938 года — в Красной Армии. В июне 1941 года окончил Ворошиловградскую военную авиационную школу пилотов. 

## Великая Отечественная война
Участник Великой Отечественной войны с июня 1941 года. Начал войну лётчиком 289-го бомбардировочного авиационного полка на Юго-Западном фронте, в его составе выполнил 15—20 боевых вылетов на ближнем бомбардировщике Су-2. В августе 1941 года ввиду полной утраты материальной части полк был расформирован, и после пребывания в запасном авиационном полку Колядин в сентябре 1941 года был зачислен лётчиком в формирующийся 597-й ночной лёгкий бомбардировочный авиационный полк. С марта 1942 года воевал в составе этого полка на Северо-Западном фронте. На биплане У-2 выполнил 350 боевых вылетов, участвовал в боях против Демянской группировки противника. С марта 1942 года воевал командиром звена, с сентября 1942 — заместителем командира авиационной эскадрильи. 
Летом 1943 года прошёл переобучение на истребители Як-1 и ЛаГГ-3 в запасном авиационном полку в посёлке Максатиха Калининской области. В январе 1944 года был зачислен в 68-й гвардейский истребительный авиационный полк, в котором воевал до конца войны. Сначала был командиром звена в эскадрилье Героя Советского Союза майора И. П. Грачёва и летал его ведомым, через короткое время назначен заместителем командира эскадрильи, а после гибели Грачёва в воздушном бою в сентябре 1944 года назначен командиром эскадрильи. Всю первую половину 1944 года полк находился в резерве Ставки ВГК и проходил переобучение на истребители P-39 «Аэрокобра». С начала июня 1944 года — вновь в действующей армии, теперь уже до конца войны. В составе полка воевал в 5-й гвардейской истребительной авиационной дивизии 11-го истребительного авиакорпуса 3-й и 15-й воздушной армий на 1-м Прибалтийском, Ленинградском и 3-м Белорусском фронтах. В 1944—1945 годах участвовал в Белорусской, Прибалтийской и Восточно-Прусской наступательных операциях. Свою первую победу одержал 11 июля 1944 года, а через два месяца на его счету было уже 12 побед. В это напряжённое боевое лето и сам был сбит, ранен и получил ожог лица.
К 19 апреля 1945 года гвардии старший лейтенант В. И. Колядин выполнил 594 успешных боевых вылета, из них 409 на У-2 в 1941—1943 годах; ещё 185 боевых вылетов выполнил на истребителе Р-39 «Аэрокобра», в том числе 70 — на прикрытие наземных войск, 88 — на сопровождение штурмовиков и бомбардировщиков, 15 — на разведку, 11 на штурмовку наземных целей. В 30 воздушных боях лично сбил 15 самолётов противника (все победы — над истребителями ФВ-190, только один раз сбил истребитель Ме-109. При этом трижды сбивал по 2 немецких истребителя в одном воздушном бою (это было 2 и 15 августа 1944 года, 19 февраля 1945 года). Эскадрилья под его командованием с сентября 1944 по апрель 1945 провела 825 боевых вылетов и 16 воздушных боёв, в которых было сбито 10 немецких самолётов, свои потери составили 4 истребителя. Кроме того, было сбито 3 аэростата и ещё 3 самолёта сожжено при штурмовках аэродромов противника. В июне 1945 года за мужество и воинскую доблесть гвардии старшему лейтенанту Колядину Виктору Ивановичу присвоено звание Героя Советского Союза с вручением ордена Ленина и медали «Золотая Звезда».

## 1945—1950 годы и Корейская война
После войны продолжал службу в ВВС Московского военного округа. С 1945 года служил в 28-м гвардейском истребительном авиационном полку 5-й гвардейской истребительной авиационной дивизии командиром эскадрильи и помощником командира полка по воздушно-стрелковой службе. С 1949 года гвардии майор Колядин — лётчик-инспектор по технике пилотирования 5-й гвардейской ИАД, в числе первых начал осваивать реактивную авиационную технику. В 1950 году дивизия была переброшена в Северный Китай, где В. И. Колядин обучал китайских лётчиков полётам на реактивных истребителях. В августе 1950 года подполковника Виктора Колядина назначили командиром прославленного 28-го гвардейского истребительного авиаполка в этой дивизии. 
С ноября 1950 по октябрь 1951 года во главе полка участвовал в боевых действиях Корейской войны 1950—1953 гг. Выполнил свыше 40 боевых вылетов на реактивном истребителе МиГ-15, провёл около 20 воздушных боёв, сбил 6 американских самолётов (2 стратегических бомбардировщика B-29 «Superfortress», 2 реактивных истребителя F-86 «Sabre», 1 реактивный истребитель F-80 «Shooting Star», 1 поршневой истребитель P-51 «Mustang»). Успешно действовал и весь полк под его командованием: сбито 36 самолётов сил ООН при потере 4-х своих.

## Военная служба в мирное время
После возвращения в Советский Союз Виктор Иванович служил на командных должностях в Войсках ПВО страны, был командиром полка, с 1955 по 1959 годы — командиром 101-й истребительной авиационной дивизии ПВО (штаб в г. Троицк). В 1961 году окончил Военную академию Генерального штаба Вооружённых Сил СССР. После её окончания служил заместителем командующего по авиации — начальником авиации 4-й Уральской армии ПВО (Свердловск), заместителем командующего Бакинского округа ПВО, преподавателем в Военной командной академии противовоздушной обороны (город Калинин, ныне Тверь). За время службы в Вооружённых Силах освоил 23 типа боевых самолётов, в том числе 7 типов реактивных истребителей. Уволен в запас в 1973 году. 
Избирался депутатом Челябинского областного Совета депутатов трудящихся (во время службы на Урале в 1950-1960-х годах).
С 1976 года жил в городе-герое Севастополе, работал начальником фотоцеха в комбинате «Бетэкэкспресс». Принимал активное участие в общественно-политической жизни города, был председателем Севастопольского комитета Международного союза городов-героев.

Могила В. И. Колядина на кладбище Коммунаров в Севастополе.

## Награды
- Герой Советского Союза (29.06.1945)
- два ордена Ленина (29.06.1945, 12.05.1951)
- шесть орденов Красного Знамени (16.07.1942, 3.08.1944,3.09.1944, 15.12.1950, 22.02.1955, 22.02.1968)
- два ордена Отечественной войны 1-й степени (30.04.1943, 11.03.1985)
- орден Красной Звезды (30.04.1954)
- медаль «За боевые заслуги» (20.06.1949)
- медаль «За взятие Кёнигсберга» (1945)
- медаль «За безупречную службу» 1-й степени (1958)
- другие медали СССР
- Заслуженный военный лётчик СССР (1966)
- ордена Богдана Хмельницкого 1-й, 2-й и 3-й степеней (Украина)
- Орден «За заслуги» (Украина)

иностранные награды
- орден Китайской Народной Республики
- орден Корейской Народно-Демократической Республики

## Память
- В 2009 году на доме в Севастополе, в котором жил Герой, установлена мемориальная доска.
- В 2010 году именем В. И. Колядина названа средняя школа № 58 города-героя Севастополя, на здании школы установлена памятная доска[13].
- В Севастополе на могиле генерал-майора авиации В. И. Колядина на кладбище Коммунаров установлен памятник.
- В. И. Колядин — Почётный гражданин города-героя Севастополя (2004), городов Кировск (Луганская область) и Стаханов (2008)[14].

## Из отзывов земляков
Виктория Горлова: «Виктор Иванович Колядин — мужественный человек с непоколебимой волей и стойкостью, был гордостью нашего города. Возглавляя Севастопольский комитет Международного союза городов-героев, он делал всё возможное для поддержания и развития связей между Украиной и Россией».